# Полин, Константин Минович
Константи́н Ми́нович По́лин (22 октября 1881, дер. Каскесручей, Петрозаводский уезд, Олонецкой губернии — 20 апреля 1938, расстрелян в урочище Сандармох, Карелия) — большевик, советский партийный и государственный деятель.

## Биография
Вепс по национальности. Член РКП(б) с 1918 года.
В 1919—1927 годах — на подпольной партийной работе в Баку, член Дагестанского областного комитета РКП(б), член Бакинского[уточнить] бюро Дагестанского областного комитета РКП(б), народный комиссар Дагестанской АССР, председатель Дагестанской областной контрольной комиссии РКП(б).
В 1927—1938 годах — председатель Карельской областной контрольной комиссии ВКП(б), член Центральной Контрольной Комиссии ВКП(б), народный комиссар юстиции Карельской АССР, прокурор Карельской АССР. Член Президиума Карельского ЦИК.
Арестован 24 марта 1938 года. Осужден 14 апреля 1938 года тройкой при НКВД КАССР по ст. 58-2-7-11-10, расстрелян в урочище Сандармох 20 апреля 1938 года.
Реабилитирован в 1956 году.